# Mobipocket

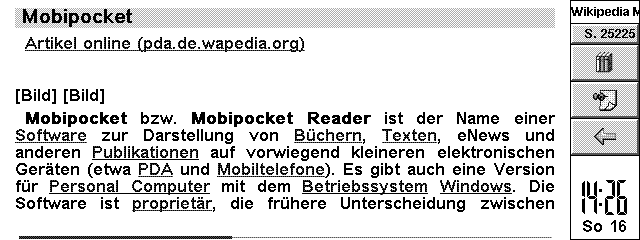
Mobipocket auf einem Psion Serie 5 PDA (Klick für weitere Informationen)

Mobipocket SA, eine französische Tochterfirma von Amazon.com mit Sitz in Paris, produziert mit dem Mobipocket Reader eine kostenfreie Software zur Darstellung und Verwaltung von E-Books, Texten, E-News und anderen Publikationen auf vorwiegend kleineren elektronischen Geräten (etwa PDA und Mobiltelefone) und vor allem der Amazon-Kindle-Serie.
Die Software ist proprietär; die frühere Unterscheidung zwischen einer freien und einer erweiterten Kaufversion gibt es mittlerweile nicht mehr – alle Features sind jetzt kostenlos nutzbar, allerdings nur auf einigen älteren PDAs und Smartphones, deren Verbreitung derzeit stark abnimmt. Seit Einsetzen des Booms der multitouch-Smartphones und Tablets basierend auf den Betriebssystemen iOS, Android usw. scheint keine Weiterentwicklung mehr stattzufinden.
Die Kindle-Serie von E-Book Readern nutzt mit dem mobi-Format eine Weiterentwicklung des ursprünglich von Palm entwickelten Standards PRC (Palm Resource Code).
Amazon bietet mit KindleGen eine Software an, die dieses Format erzeugt. Man kann dies als Nachfolger des Mobipocket Creators ansehen.
Unverschlüsselte Mobipocket-Dateien (.prc oder .mobi) können auf den neueren Plattformen aber über zahlreiche Apps von Drittanbietern gelesen werden.
Je nach Gerät sind beim Mobipocket Reader, den Kindle-Apps und den unterschiedlichen Kindle E-Book-Readern verschiedene Funktionen verfügbar. Diese umfassen insbesondere das Verwalten von Büchern und ihrer Metadaten, Zuordnung in beliebig viele Kategorien, automatisiertes Scrollen, Drehen der Ansicht um 90°/180°, Lesezeichen, eigene Hyperlinks innerhalb eines oder zwischen verschiedenen Dokumenten, Markierungen, Kommentare und mit Stiften beschreibbare eingefügte Leerseiten. Überträgt man das Dokument auf einen anderen Gerätetyp, werden dort unbekannte Funktionen ignoriert – d. h. sie stehen nicht zur Verfügung, werden aber nicht gelöscht oder verändert.
Auf PocketPCs und Windows Mobile-Geräten bot der Mobipocket Reader noch vor dem Aufkommen der mobilen Internet-Flatrates die einzige kostenlose Möglichkeit, die komplette deutschsprachige Wikipedia auf einer Speicherkarte abzulegen und überall offline zur Verfügung zu haben.
Es gibt auch eine Version des Mobipocket Readers für Personal Computer mit dem Betriebssystem Windows, mit der man verschiedene Dateiformate importieren kann, unter anderen HTML-, PDF-, TXT- und Microsoft-Office-Formate. So kann man selbst Dokumente im Mobipocket-Format .PRC erstellen und seine Kommentare, Lesezeichen etc. auf all seinen Geräten nutzen, soweit diese die Funktionen beherrschen.
Das frei verfügbare Programm Calibre ermöglicht auch die Umwandlung vieler Datenformate (doc, html, epub, …) in das mobi-Format für den Kindle.